# Platforma Moesică
Platforma Moesică se întinde între Orogenul Carpatic - în vest, aliniamentul reprezentat de Orogenul Carpatic - Orogenul Nord Dobrogean - în nord și Orogenul Balcanic - în sud. Spre est se continuă în șelful Mării Negre.
Pe aliniamentul Balș - Slatina – Optași, șisturile cristaline sunt străpunse de un corp batolitic, alcătuit din granite. Cuvertura sedimentară, pe grosimi de 1600 – 3000 metri, aparține mai multor cicluri de sedimentare:
• paleozoic (ordovician – carbonifer) – argilite, gresii, calcare, gipsuri;
• mezozoic  – marne, argile, nisipuri, gresii calcaroase, nisipuri și pietrișuri fluvio-torențiale;
• cuaternar - pietrișuri și nisipo fluvio-lacustre și fluviatile, nisipuri eoliene, loess.
Aceste cicluri de sedimentare sunt separate prin lacune statigrafice, timp în care regiunea evolua subaerian, cea dintre cretacicul superior și tortonianul inferior având durata cea mai mare. Din această cuvertură sedimentară, la suprafață apar doar depozite cuaternare ce alcătuiesc unitățile de câmpie (pietrișuri și nisipo fluvio-lacustre și fluviatile, nisipuri eoliene, loess).
Limita dintre unitățile de orogen și cele de platformă urmează în general, exteriorul dealurilor subcarpatice și în cazul județului Olt, aceasta coincide cu curba hipsometrică de 200 metri, considerată ca limită geografică între Podișul Getic și Câmpia Română, pe direcția Balș – Piatra Olt – Slatina – Corbu, aproximativ pe traseul liniei ferate.
Structural pe teritoriul României se pot distinge trei compartimente constitutive, care au rang de subunități tectonice delimitate de accidente tectonice transcrustale majore:
- Sectorul Câmpiei Române
- Sectorul Sud-Dobrogean
- Sectorul Central-Dobrogean

Aceste compartimente tectonice au fost tratate de-a lungul timpului diferit, fie ca platforme de sine stătătoare fie ca niște compartimente tectonice ale Platformei Moesice.